# Élections législatives algériennes de 1977
Les élections législatives algériennes de 1977 ont lieu le 25 février 1977 afin d'élire les députés de l'Assemblée populaire nationale de l'Algérie.

## Organisation
Ces élections sont les premières depuis celles de 1964. Entre-temps, après le coup d'État du 19 juin 1965, s'ouvre une longue période sans élection ni constitution formelle et appliquée. 
Le processus constitutionnel reprend en 1976 avec l'approbation, par un référendum de novembre 1976, de la Constitution de 1976. 
Ces élections sont donc les premières établies selon les règles de cette nouvelle constitution. 
Le corps électoral est convoqué par le décret no 77-35 du 30 janvier 1977.
Les votants doivent cocher le nom du candidat choisi parmi ceux désignés par le bureau politique du FLN.

## Résultats
|                               |           |       |        |  |  |  |  |  |  |
| Parti                         | Votes     | %     | Sièges |  |  |  |  |  |  |
| Front de libération nationale | 6037537   | 100   | 261    |  |  |  |  |  |  |
| Total                         | 6 037 537 | 100   | 261    |  |  |  |  |  |  |
| Inscrits/participation        | 7 960 000 | 75.84 | –      |  |  |  |  |  |  |
| Source:                       |           |       |        |  |  |  |  |  |  |

## Analyse
Comme sous la Constitution de 1963, celle de 1976 confirme le système de parti unique en faveur du Front de libération nationale (FLN). Les candidats sont donc désignés par le Parti qui obtient tous les sièges à pourvoir.